# Scelimena india
Scelimena india är en insektsart som beskrevs av Hancock, J.L. 1907. Scelimena india ingår i släktet Scelimena och familjen torngräshoppor. Inga underarter finns listade i Catalogue of Life.